# Muara Burnai II
Muara Burnai II is een bestuurslaag in het regentschap Ogan Komering Ilir van de provincie Zuid-Sumatra, Indonesië. Muara Burnai II telt 7867 inwoners (volkstelling 2010).